# Gabriele Nelkenstock
Gabriele Nelkenstock (* 1959) ist eine deutsche Sozialpädagogin und langjährig ehrenamtlich engagierte Unternehmerin. Nach 25 Jahren in der Modebranche wandte sie sich verstärkt ihrem sozialen Engagement zu und gründete den Verein „Hilfe im Kampf gegen Krebs e. V.“ in Würzburg. 
2017 war sie Mitgründerin der Stiftung „Forschung hilft“ und ist seither als Vorsitzende des Stiftungsrates tätig.

## Leben und Wirken
Gabriele Nelkenstock studierte Sozialpädagogik und war bis Ende 2013 Geschäftsführerin und Eigentümerin einer Modeboutique in Würzburg. Am 1. Januar 2014 gründete sie eine  Beratungsagentur.
Nelkenstock ist erste Vorsitzende des Vereins „Hilfe Im Kampf gegen Krebs“ und engagiert sich mit dem Verein seit über 20 Jahren ehrenamtlich in Projekten am Universitätsklinikum Würzburg. Im Rahmen der von ihr geleiteten Bürgerinitiative „Aktion Stammzelltherapie“ konnte 2000/2001 eine Anschubfinanzierung in Höhe von 500.000 Euro (damals über eine Million DM) für den Aufbau des ersten Stammzelltransplantationszentrums für Kinder und Erwachsene in der Region bereitgestellt werden. Erst danach übernahmen das Land Bayern und der Bund Kosten von weiteren 7,3 Millionen Euro für einen Neubau auf dem Klinikgelände, und das Stammzell-Zentrum wurde 2005 eröffnet. „Ohne die Bürgerinitiative gäbe es das Zentrum heute nicht“, sagte der damalige ärztliche Direktor des Universitätsklinikums, Christoph Reiners, 2015 in einem Interview.
Im Jahr 2016 startete der Verein unter Nelkenstocks Leitung die Crowdfunding-Aktion „Dein Immunsystem wird Deine Waffe gegen Krebs“. Innerhalb eines Jahres konnten über eine Million Euro für das Projekt eingeworben werden.
Mit der Gründung der Stiftung „Forschung hilft“ zur Förderung der Krebsforschung am Universitätsklinikum Würzburg wurde 2017 ein lang geplantes Ziel umgesetzt. Nelkenstock zählt zu den Mitgründern der Stiftung und ist Vorsitzende von deren Stiftungsrat.
Für ihr kontinuierliches ehrenamtliches Wirken wurde Gabriele Nelkenstock im Laufe der Jahrzehnte mehrfach geehrt. Im Dezember 2003 überreichte ihr Bundespräsident Johannes Rau in der Bonner Villa Hammerschmidt persönlich das Bundesverdienstkreuz als Anerkennung ihres langjährigen Engagements im Kampf gegen den Krebs. Es folgten hohe Auszeichnungen des Freistaats Bayern sowie Medaillen der Universität und der Stadt Würzburg.

## Ehrungen und Auszeichnungen
- 2001: „Tanzender Schäfer“ der Stadt Würzburg[9]
- 2003: Bundesverdienstkreuz[1]
- 2004: Bayerische Verfassungsmedaille
- 2011: Bayerischer Verdienstorden[10]
- 2017: Röntgen-Medaille der Universität Würzburg[11]
- 2019: Ehrenmedaille des Oberbürgermeisters der Stadt Würzburg[12]